# Дзевалтовський Ігнацій
Дзевалто́вський Ігна́цій (Гінтовт-Дзевалтовський Ігнацій, псевдонім — Юрін Гнат Леонович) (* 14 липня 1888, Пликишки (Plikiškės), Віленська губернія Кярнавська католицька парафія — † 30 травня 1935, Варшава, Польська Республіка) — народний комісар воєнних та морських справ УСРР, міністр закордонних справ Далекосхідної республіки, посол Далекосхідної республіки у Китаї, кавалер орденів св. Анни та св. Станіслава.

## Життєпис
Народився у польській дворянській родині.
Навчався у віленській реальній школі, Львівській політехніці та Петербурзькому психоневрологічному інституті.
З 1908 р. — член Польської партії соціалістичної.
1914 р. зарахований до Павлівського військового училища. 1 лютого 1915 р. отримав звання прапорщика. Служив у Лейб-Гвардійському гренадерському полку.
У березні 1917 р. обраний головою полкового комітету лейб-гвардійського гренадерського полку та членом армійського комітету 11 армії.
Під час липневого наступу російської армії відмовився виконувати наказ про наступ, за що був затриманий та відданий під суд. Судовий процес над Дзевалтовським був одним із найгучніших того часу. Під тиском більшовиків виправданий.
Брав участь у жовтневому перевороті у Петрограді, був призначений комендантом Зимового палацу. З 27 жовтня — заступник командуючого військами Петроградського військового округу. З 16 листопада — головний комісар військово-навчальних закладів Радянської Росії. Потім став військовим комісаром Всеросійського головного штабу, головою Центральної комісії по боротьбі з дезертирством. Від 6 серпня 1919 року по жовтень того ж року — народний комісар воєнних та морських справ УСРР.
З жовтня 1919 року Ігнацій Дзевалтовський на Східному фронті: спочатку помічник комфронта, потім — член РВР 5-ї армії.
Після створення 6 квітня 1920 року Далекосхідної Республіки під псевдонімом Юріна Гната Леоновича стає членом Дальбюро ЦК РКП(б) та обіймає посаду міністра закордонних справ. Від кінця серпня, з початку вересня 1920 року — посол ДВР у Китаї, де перебуває до травня 1921 року.
Ще до приєднання Далекосхідної Республіки до СРСР навесні 1921 року Дзевалтовський переходить на роботу уповноваженим Рабкріну у Ростові. Після створення Російського товариства Добровільного повітряного флоту (Доброліт, в наш час — Аерофлот) у 1922 році працює заступником голови правління акціонерного товариства. З 1924 — представник Комінтерну при ЦК Болгарської комуністичної партії.
У березні — вересні 1925 р. — резидент Розвідувального управління Штабу РККА у балтійських державах.
В 1925 році втік з СРСР до Польщі.
У газеті «Слово», що видавалася в Вільно (головний редактор Станіслав Мацкевич) і вважалася друкованим органом монархістів, консерваторів і литовських землевласників, пов'язаних з національним правим блоком, в номері 260 за 13 листопада 1925 року, на другій сторінці була надрукована невелика стаття, яка містила інформацію: у вересні того самого 1925 року в Вільно прибув колишній революціонер Ігнатій Гінтовт-Дзевалтовський. Збентежений і розчарований в комуністичних ідеалах, він вирішив відмовитися від своєї колишньої діяльності і після відвідин Німеччини та Австрії вважив за потрібне повернутися до Польщі. Адміністративні органи видали йому як «політичному біженцю» дозвіл на тимчасове перебування у Вільно з випробувальним терміном. Він оселився у родичів — батько Ігнатія служив чиновником у Віленському магістраті.
У 1926 році також в газеті «Слово», в номерах 192 і 193 за серпень, з'явилося розлоге інтерв'ю з Ігнатієм Гінтовт-Дзевалтовським під заголовком «Зі спогадів колишнього комісара», яке складалося з двох частин. Інтерв'юер підписався ініціалами E. Sch. Стаття включає спогади Дзевалтовського про зустрічі з Керенським, Леніним, Дзержинським. Інтерв'ю проводилося в середині 1926 року в Вільно, де Ігнатій Гінтовт-Дзевалтовський проживав вже кілька місяців.
З 14 квітня 1927 року Ігнатій Гінтовт-Дзевалтовський почав працювати за контрактом в управлінні воєводства в Любліні в якості чиновника VIII класу.
Згідно з даними розділу «Кадрові зміни» з «Офіційного журналу Люблінського воєводства» від 24 лютого 1928 року на початку січня того ж року Ігнатій Гінтовт-Дзевалтовський був переведений до Варшави, де став працювати в місцевому воєводському управлінні. Крім того, в період з 1 квітня по 1 липня 1930 року він обіймав посаду начальника відділу економіки та права Варшавського інституту наукових досліджень проблем еміграції та колонізації. Будучи викладачем цього інституту, проводив в рамках вивчення міграційно-колоніальних проблем двогодинні лекції на тему «Поляки в післявоєнній Росії».
Перед парламентськими виборами в листопаді 1930 року Ігнатій Гінтовт-Дзевалтовський був одним з тих, хто підписав так зване «перше важливе звернення» організації політичної підтримки маршала Юзефа Пілсудського — Безпартійного блоку співпраці з урядом, опубліковане в національній пресі. Тут він виступив як голова варшавської фракції Товариства державних чиновників.
Робота Ігнатія Гінтовта-Дзевалтовського у варшавському воєводському управлінні була пов'язана з краєзнавством і туризмом. У 1929 році він виконував обов'язки секретаря Варшавського воєводського регіонального комітету. Через кілька років отримав титул радника.
Ігнатій Гінтовт-Дзевалтовський брав участь у великій кількості конференцій та з'їздів, в тому числі в Першому загальнопольському конгресі краєзнавців в Познані (12-13 липня 1929 р.), будучи, згідно з протоколом засідань, представником варшавського воєводи і воєводського регіонального комітету. На конгресі зачитав реферат «Краєзнавство в державному і громадському житті». Він також був автором кількох праць, присвячених краєзнавчої тематиці, туризму і регіональним дослідженням, які друкувалися в журналі «Materiały Monograficzne (Województwa Warszawskiego)» («Монографії (Варшавське воєводство)»). У 1930 році опублікував в томі VI дві статті: «Metodyka monograficznych opisów letnisk i osiedli» («Методика монографічних описів зон відпочинку і селищ») і «Turystyka na terenie województwa warszawskiego» («Туризм на території Варшавського воєводства»).
У цей період Ігнатій Гінтовт-Дзевалтовський захопився діяльністю, пов'язаною з так званим «Шопенівським рухом», спрямованим на збереження пам'яті про великого польського композитора і популяризацію його творчості серед населення. Він брав активну участь в організації утвореного в 1932 році Комітету днів Шопена, а в 1933 році був генеральним секретарем цього Комітету. Слід особливо відзначити його самовіддану роботу по відновленню парку в Желязовой Волі, де народився композитор. Ініціатор відтворення меморіального садибно-паркового комплексу та автор проекту парку відомий архітектор професор Франтішек Кжівда-Польковскій в своїх спогадах, опублікованих в періодичному виданні «Шопен» (№ 1 від 1937 р.), писав: «Перші вступні роботи, які включали в себе обміри та дослідження існуючого стану, почалися ще восени 1931 року. Тоді ми вперше прибули в Желязову-Волю з покійним нині радником Гінтовт-Дзевалтовським…». З того часу почалися широкомасштабне будівництво, реставрація та діяльність, пов'язана з оновленням сильно пошкодженої рослинності. Роботи тривали аж до 1934 року. Кошти надходили як з державних установ, так і з загальнонаціональних фондів. «У зборі коштів невтомним був покійний радник Ігнатій Гінтовт-Дзевалтовський, що вважаю за свій обов'язок тут підкреслити, бо тільки я, який постійно з ним стикався, можу це засвідчити, щоб таким чином висловити свою вдячність цій надзвичайно культурній людині; тому що він не тільки вкладав душу, а й жертовно надривав здоров'я, постійно до пізньої ночі, до упаду займаючись справами Комітету днів Шопена».
Ігнатій Гінтовт-Дзевалтовський «після довгих і болісних страждань» помер у Варшаві 30 травня 1935 року в міській інфекційній лікарні Святого Станіслава. Запис про це зроблено в книзі записів актів про смерть від 1935 року варшавської католицької парафії імені Святого Станіслава під номером 327. Ось текст цього документа:
«Сталося в Варшаві в парафії Святого Станіслава Єпископа Мученика дня третього червня тисяча дев'ятсот тридцять п'ятого року о десятій годині ранку. Прийшли повнолітні Юзеф Знаміньский і Казімеж Ясіньский, санітари лікарні Святого Станіслава, які проживають там же, і заявили, що тридцятого травня поточного року в лікарні Святого Станіслава помер Ігнатій Гінтовт-Дзевалтовський, сорока семи років, неодружений, чиновник, народжений в Пликишках землі Віленської, син Людвіга і Гелени подружжя Гінтовт-Дзевалтовських. Після встановлення факту смерті Ігнатія Гінтовта-Дзевалтовського цей акт був прибулими прочитаний і нами підписаний. Ксьондз Г. Лукомський»
Похорон померлого відбувся на Брудновскому кладовищі в Варшаві 4 червня 1935 року в 10.00, він був похований в родинній усипальниці.